# 宮崎県道405号西麓小林線
宮崎県道405号西麓小林線（みやざきけんどう405ごう にしふもとこばやしせん）は、宮崎県西諸県郡高原町から小林市に至る一般県道である。

## 概要

### 路線データ
- 起点：西諸県郡高原町大字西麓（高原町仲町交差点、国道221号交点）
- 終点：小林市細野（南島田交差点、鹿児島県道・宮崎県道104号霧島公園小林線交点）

## 歴史
- 1959年（昭和34年）6月1日 - 宮崎県告示第226号[1]により路線認定される。当時の整理番号は133。

## 地理

### 通過する自治体
- 西諸県郡高原町
- 小林市

### 交差する道路
| 交差する道路                            | 市町村名 | 市町村名 | 交差する場所 | 交差する場所            |
| --------------------------------------- | -------- | -------- | ------------ | ----------------------- |
| 国道221号                               | 西諸県郡 | 高原町   | 大字西麓     | 高原町仲町交差点 / 起点 |
| E10 宮崎自動車道                        | 西諸県郡 | 高原町   | 大字西麓     | [ 注釈 1 ]              |
| 鹿児島県道・宮崎県道104号霧島公園小林線 | 小林市   | 小林市   | 細野         | 南島田交差点 / 終点     |

### 交差する鉄道
- 吉都線

### 沿線
- 吉都線 高原駅
- 高原町立広原小学校